# Kaikondahalli, Bangalore South
Kaikondahalli là một làng thuộc tehsil Bangalore South, huyện Bangalore Urban, bang Karnataka, Ấn Độ.